# إيغور سيكورسكي
إيغور إيفانوفيتش سيكورسكي (بالإنجليزية: Igor Ivanovich Sikorsky)‏ و(بالروسية:Игорь Иванович Сикорский)، ولد 25 مايو 1889 – توفي 26 أكتوبر 1972. وهو أوكراني المولد أمريكي الجنسية، أحد رواد صناعة الطيران، وهو من صمم وطار بأول طائرة متعددة المحركات، وطور أول طائرة مائية عابرة المحيط تابعة لشركة بان أم بالثلاثينات من القرن الماضي، وطور أيضا أول مروحية أمريكية.

## السيرة الذاتية
ولد ايجور سيكورسكي في كييف في الإمبراطورية الروسية وهي الآن عاصمة أوكرانيا وهو أصغر أخوته الخمسة.

### حياته الأولى
كان والد سيكورسكي واسمه ايفان الكسيفتش سيكورسكي إستاذ في علم النفس وهو خليط من إثنية روسية وبولندية (نص روسي ونص بولندي)، ويرجع أصله إلى النبلاء البولنديين الذين أبعدوا بعد فشل ثورة يناير 1863. فإيفان ابن وحفيد لقساوسة الكنيسة الروسية الأرثوذكسية. وقد ناصر الأفكار الملكية والقومية الروسية وقد أثرت تلك على أفكار ابنه السياسية.
والدة ايجور واسمها: ماريا ستيفانوفنا سيكورسكايا وهي نصف أوكرانية (من الأب) ونصف الروسية (من الأم) وهي طبيبة ولكنها لم تمارس تلك الحرفة، وإن أعطت ابنها الذي يدرس منزليا حب الفن كثيرًا وخاصة عن ليوناردو دا فينشي وقصص جول فيرن. بدأ ايجور تجربته مع نماذج آلات الطيران عند بلوغه من العمر 12 عاما فصنع مروحية صغيرة تعمل بالأحزمة المطاطية.
درس سيكورسكي بالكلية البحرية التابعة للجيش الروسي في سانت بطرسبرغ من عام 1903 حتى 1909، ولكنه لم ينه دراسته بشكل رسمي. فخلال الفترة من أواخر 1906 حتى 1907 ولفترة قصيرة درس الهندسة في باريس. وفي عام 1908 سافر مع والده إلى ألمانيا، وهناك رأى على غلاف صحيفة صورة لأحد أخوي رايت وبجانبه طائرته. وقد قال سيكورسكي بعد ذلك عن تلك اللحظة:«خلال 24 ساعة قررت تغيير حياتي المهنية وسوف أدرس الطيران.»
أعطته أخته بعض المصروف حتى يعود إلى باريس عام 1909. وكانت باريس مركز للطيران في أوروبا، وقد قابل الكثير من الطيارين الفرنسيين ومنهم لويس بليروات أول طيار عبر القنال الإنجليزي. وقد عاد ايجور إلى كييف بنفس العام وبدأ تجربته مع الآلات الطائرة.

### مصمم الطائرة

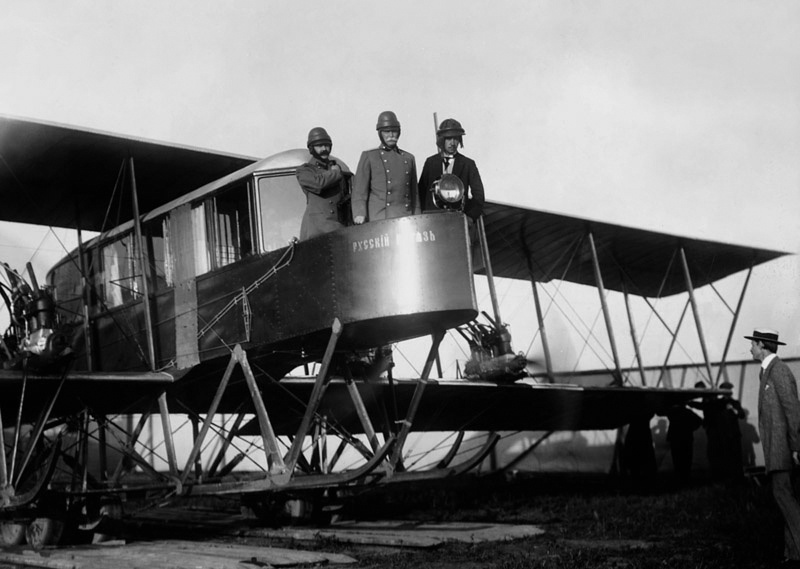
الملاح الروسي سيكورسكي وجينر وكولبار على متن طائرة عام 1915

في عام 1912 أصبح ايجور كبير المهندسين لمصنع سيارات سكك حديد البلطيق الروسية في سانت بطرسبرغ وفي عام 1914 نال شهادة فخرية في الهندسة بمعهد سانت بطرسبرغ للعلوم التطبيقية.
وخلال استعراض لطائرته ذات السجل القياسي (S-5)، ولكنها هبطت هبوطا اضطراريا، بسبب وجود بعوض دخل بخزان البنزين ثم سحبها الكاربراتير. وهذا الشيء اقنع سيكورسكي بالحاجة لطائرة تستمر بالطيران إذا ماتم فصل المحرك عنها. فصنع لطائرته الأخرى S-6 محركين وقد كانت اختيار الجيش الروسي.
أحد أعماله الهامة ككبير المهندسين انشائه أول طائرة رباعية المحركات وتسمى (سيكورسكي روسكي فيتياز)، وكان بالإضافة إلى ذلك الطيار لتلك الطائرة عندأول طيران لها، وكان بتاريخ 13 مايو 1913. وقد استخدمت تلك الطائرة بواسطة الروس كقاذفة قنابل بالحرب العالمية الأولى. وقد أَعطي بسبب ذلك وسام سنت فلاديمير الروسي.
بعد انتهاء الحرب انضم ايجور لفترة بسيطة كمهندس بالقوات الفرنسية في روسيا خلال الحرب الأهلية الروسية. وباحثا لنفسه على أي فرصة كمصمم طائرات في آوروبا التي مزقتها الحرب وخاصة روسيا التي دمرتها ثورة أكتوبر البلشفية بالكامل. فهاجر إلى الولايات المتحدة، فوصل أولا إلى نيويورك بتاريخ 30 مارس 
1919.
أول عمل عمله بالولايات المتحدة هو مدرس بالمدرسة، ولكنه لم يئل جهدا بالبحث عن أي فرصة في مصنع للطيران. وفي عام 1923 ومن خلال مساعدة من بعض الضباط الروس السابقين أنشئ مجموعة سيكورسكي للطائرات. وكان الممول الرئيس له هو الملحن سيرجي رخمانينوف الذي عرف نفسه بكتابة شيك بمبلغ 5,000$ (وتقدر بالوقت الحالي ب 61,000$) رغم تضرر الشكل الأول لطائرته خلال الفحص الأول، إلا أنه تمكن من اقناع مموله الذي كان مترددا بالدفع باستثمار 2,500$ أخرى، مما ساعده بإنتاج طائرته S-29 وهي أول طائرة ثنائية المحرك بأمريكا وتحمل 14 راكب وتطير بسرعة 115 ميل/الساعة. تلك الطائرة وإن كانت أقل كفاءة من الطائرات العسكرية عام 1918 إلا أنها تمثل حياة أو موت له.

### المواطنة الأمريكية
في عام 1928 تم تجنيس سيكورسكي الجنسية الأمريكية، وبالسنة التالية تم شراء شركة سيكورسكي للهندسة الجوية (Sikorsky Aero Engineering Company) من قبل (United Aircraft). تلك الشركة قد أنتجت طائرات بحرية والتي استخدمتها شركة بان آم للطيران برحلات عبر الأطلنطي والتي سميت Pan Am Clippers
كات لسيكورسكي تجربة فاشلة من طائرات المروحية عندما كان في روسيا. ولكن تلك التجربة بدأت تؤتي ثمارها بتاريخ 14 سبتمبر 1939 عندما طارت أول مروحية له المسماة (Vought-Sikorsky VS-300)، وهي مروحية بثلاث شفرات دوارة وثلاث بالذيل، قوة المحرك 75 حصان (56 وات). وطارت أول رحلة لها 26 مايو 1940، وهي أول مروحية أمريكية طارت بنجاح.

### زواجه والأطفال
تزوج بأيغا فيودوروفنا سيمكوفيتش في روسيا، ولكنه طلقها قبل خروجه لأمريكا فبقيت هي في روسيا ومعها ابنتهما تانيا. وتزوج مرة أخرى في الولايات المتحدة بإليزابيث سيميون عام 1924 في نيويورك، فأنجب منها أربعة أطفال: سيرجي، نيكولاي، إيجور الصغير، وجورج.
- تانيا سيكورسكي فون يورك: (1918 - 22 سبتمبر 2008) ابنة سيكورسكي الوحيدة وكبرى أبنائه، فقد ولدت بمدينة كييف بالإمبراطورية الروسية ثم أكملت تعليمها بالولايات المتحدة فنالت الليسانس من كلية بارنارد والدكتوراه من جامعة يايل، وكانت أحد أعضاء هيئة التدريس في جامعة القلب المقدس في بريدجبورت بولاية كونكتيكت، حيث عملت أستاذ علم الاجتماع لمدة 20 عاما.[25]
- سيرجي سيكورسكي: (1925 -) أكبر أبناء سيكورسكي، وخدم بحرس السواحل الأمريكية ونال الدبلوم من جامعة فلورنسا. وانضم إلى (United Technologies) عام 1951، وقد تقاعد كنائب مدير في شركة سيكورسكي عام 1992 .

### وفاته
توفي سيكورسكي بمنزله في ايستون، ولاية كونكتيكت بتاريخ 26 أكتوبر 1972. وقد سمي جسر بمنطقته يمر على نهر هاوساتونك باسمه، وكذلك سمي باسمه المطار الذي بقرب شركة سيكورسكي لإنتاج الطائرات المروحية بنفس الولاية.